# Obatala armata
Obatala armata är en spindelart som beskrevs av Pekka T. Lehtinen 1967. Obatala armata ingår i släktet Obatala och familjen mörkerspindlar. Inga underarter finns listade i Catalogue of Life.